# Marcia Bates
Marcia J. Bates (1942) es una documentalista e informatóloga estadounidense. Es una de las investigadoras más importantes en búsqueda y recuperación de información en Internet.

## Biografía
Estudió Biblioteconomía y Documentación en la Universidad de California en Berkeley, licenciándose en 1967 y siendo investida doctora en 1972. Ha dado clases en la Universidad de Maryland y en la de Washington, de la que es profesora titular desde 1981. La Universidad de California en Los Ángeles la nombró profesora emérita de su departamento de Estudios de Información.
También ha dirigido proyectos de investigación de información digital para la empresa privada, instituciones culturales tan importantes como la Biblioteca del Congreso (EE. UU.) o en el extranjero.

## Obra académica. Comportamiento de los usuarios en Internet
Marcia Bates ha estudiado la información digital desde distintos aspectos, aunque sus investigaciones del comportamiento de los usuarios de internet han sido determinantes. 
Bates planteó que los usuarios al buscar información en internet, se encuentran con un entorno muy distinto al que ofrecen las bases de datos documentales y los repositorios de información tradicionales, herramientas de documentación altamente controladas. Sin embargo, la información en internet está ubicada en entornos muy imprecisos, por lo que Bates acuñó el concepto browsing o navegación por Internet. Marcia Bates considera que el usuario se dedica a navegar por internet, es decir, encuentra información a través de distintos saltos entre diferentes webs, siendo la casualidad un factor muy importante en sus búsquedas.
Bates crea un modelo de recuperación de información llamado Berrypicking, basado en un proceso de aceptación y/o rechazo de la información/documentación según unos parámetros que se van modificando a medida que se desarrolla la búsqueda.
Marcia Bates también estableció 6 estrategias diferentes de búsqueda que el usuario pone el marcha y que se asocia de diferente manera con el browsing:
- 1: Vaciado de revistas
- 2: Exploración de área
- 3: Búsqueda temática en bibliografías, índices y resúmenes
- 4: Búsqueda de autor
- 5: Búsqueda por citas
- 6: "Persecución" de notas a pie de página (footnote choosing)

Aparte del browsing, Bates estableció otras 16 tácticas para buscar información.

## Acceso a la materia en sistemas manuales y automatizados
Marcia Bates también ha estudiado los lenguajes documentales, en cuya materia ha llegado a la conclusión de que los documentalistas siguen construyendo tesauros utilizando una teoría y diseño ya obsoletas, sin tener en cuenta las nuevas implementaciones realizadas. Bates considera que en entornos de información digital, los documentalistas deben de tener muy en cuenta a los usuarios, y construir un tesauro del usuario. Esta herramienta tendría como eje desde el principio el uso del vocabulario del usuario.
En bibliotecas digitales, Bates nuevamente sugiere el principio de identificación, y es que la interfaz tenga adjuntado un tesauro y que este albergue una serie de términos que estén relacionados con los descriptores preestablecidos, es decir, con la materia buscada.
Por último, Marcia Bates considera que la Información/Documentación es una disciplina socio-técnica, porque contempla la metodología científica tradicional de las ciencias sociales en entornos típicos de las ingenierías.

## Premios y publicaciones
Marcia Bates ha sido galardonada con numerosos premios, entre ellos, el Premio ASIST al Mérito Académico al mérito académico en 2005, y el premio Frederick Kilgour en 2001. Es Fellow de la American Association for the Advancement for Science. En 2010, su obra Encyclopedia of Library and Information Sciences (3ª edición), elaborada junto a Mary Niles Maack, fue premiada con el premio Asís al mejor libro del año.
Ha publicado numerosos artículos en revistas científicas.